# Viaggio in Italia
Viaggio in Italia, cunoscut și sub numele de Voyage to Italy, este un film dramatic, din 1954 regizat de Roberto Rossellini, în care Ingrid Bergman și George Sanders îi interpretează pe Katherine și Alex Joyce, un cuplu englez căsătorit fără copii, aflat într-o călătorie în Italia, a cărui căsnicie este pe punctul de a se destrăma, până când se împacă în mod miraculos.
Filmul a fost scris de Rossellini și Vitaliano Brancati, dar este vag bazat pe romanul din 1934, Duo, scris de Colette. Deși filmul a fost o producție italiană, dialogurile au fost în engleză. Prima lansare cinematografică a filmului a avut loc în Italia sub titlul Viaggio in Italia, dialogurile fiind dublate în italiană.
Viaggio in Italia este considerată de mulți capodopera lui Rossellini, precum și o operă fundamentală a cinematografiei moderniste datorită narațiunii sale libere. În 2012, a fost inclusă de revista Sight & Sound pe lista celor mai mari cincizeci de filme realizate vreodată.

## Rezumat

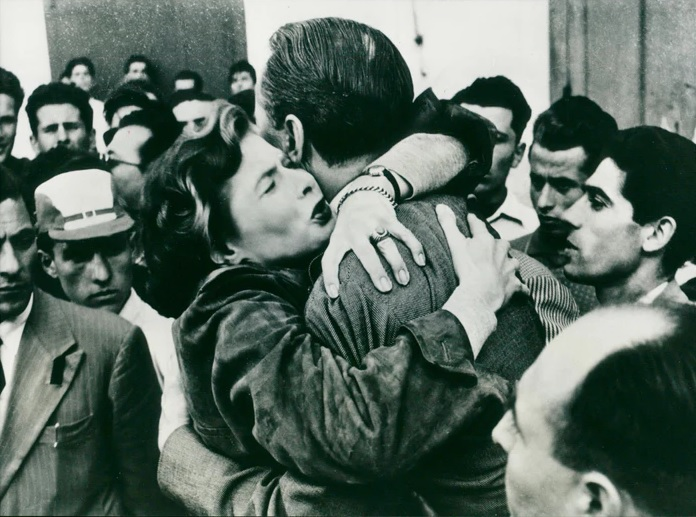
Ingrid Bergman și George Sanders în Viaggio in Italia

Alex și Katherine Joyce (interpretați de George Sanders și Ingrid Bergman) sunt un cuplu din Anglia care călătorește cu mașina în Italia pentru a vinde o vilă aflată în apropiere de Napoli, moștenită recent de la unchiul Homer, unchiul decedat al lui Alex. Călătoria este gândită ca o vacanță pentru Alex, un om de afaceri muncitor, dar distant și sarcastic. Katherine, mai sensibilă și introspectivă, retrăiește amintiri emoționante legate de un prieten poet din trecut, Charles Lewington, care nu mai este în viață.
Filmul debutează cu cei doi soți discutând în timp ce traversează peisajul rural italian. Odată ajunși în Napoli, o reîntâlnesc pe Judy, o prietenă veche, alături de care petrec o seară agreabilă cu băuturi și cină în compania grupului ei.
A doua zi, îngrijitorii vilei, Tony și Natalia Burton, le oferă un tur detaliat al casei. Tony, fost soldat britanic, s-a stabilit în Italia după război, unde s-a căsătorit cu Natalia, o localnică.
Pe măsură ce zilele trec, tensiunile dintre Alex și Katherine ies tot mai mult la iveală. Neînțelegerile, resentimentele reprimate și gelozia de ambele părți duc la o distanțare vizibilă. Cei doi încep să își petreacă timpul separat. Alex face o excursie pe insula Capri, dar tentativele sale de a se distra eșuează: întâlnește o femeie care tânjește după soțul ei și, mai târziu, o prostituată posomorâtă.
Katherine explorează orașul Napoli. În a treia zi vizitează Muzeul Național, unde este impresionată de statuile antice de mari dimensiuni. În a șasea zi, ajunge în Câmpiile Flegreene, fascinată de fenomenul vulcanic specific zonei. Într-o altă zi, merge împreună cu Natalia Burton la cimitirul Fontanelle, un loc neobișnuit, unde localnicii adoptă și onorează cranii umane neidentificate, descoperite și păstrate acolo de-a lungul anilor.
În ultima zi a filmului, Alex și Katherine decid impulsiv să divorțeze. La scurt timp, Tony Burton apare pe neașteptate și insistă să îi însoțească la Pompeii, unde are loc o descoperire arheologică deosebită. Acolo, cei trei asistă la dezgroparea rămășițelor unui cuplu îmbrățișat, surprins în ultimele clipe de viață și îngropat sub cenușa erupției Vezuviului, petrecută în urmă cu aproape două milenii. Imaginea tulburătoare o impresionează profund pe Katherine.
În drum spre casă, cei doi soți sunt prinși într-o procesiune religioasă dedicată Sfântului Gennaro, patronul spiritual al orașului Napoli. Katherine este luată de valul mulțimii, iar Alex aleargă să o recupereze. Cei doi se regăsesc, se îmbrățișează cu intensitate, iar Katherine îi spune: „Spune-mi că mă iubești!” Alex răspunde: „Ei bine, dacă te iubesc, îmi promiți să nu profiți de mine?” Filmul se încheie cu un cadru amplu, filmat cu macaraua, în care cuplul rămâne îmbrățișat, absorbit în mijlocul mulțimii care înaintează în continuare, în ritmul solemn al procesiunii religioase.

## Distribuție
- Ingrid Bergman în rolul lui Katherine Joyce.
- George Sanders - în rolul lui „Alexander „Alex” Joyce (creditat ca Georges Sanders).
- Maria Mauban - o interpretează pe Marie (creditată ca Marie Mauban).
- Anna Proclemer - în rolul unei prostituate.
- Paul Muller - în rolul lui Paul Dupont.
- Leslie Daniels - în rolul lui Tony Burton (prezentat ca Anthony La Penna). Burton este un englez care locuiește în Italia și este căsătorit cu Natalie. Familia Burton este îngrijitoare a vilei unchiului Homer.
- Natalia Ray - în rolul lui Natalie Burton (creditată ca Natalia Rai). Natalie este o italiancă căsătorită cu Tony.
- Jackie Frost - o interpretează pe Betty.

## Producție
Inițial, filmul a fost conceput ca o adaptare a romanului Duo al scriitoarei franceze Colette; Rossellini nu a reușit însă să obțină drepturile asupra romanului și a fost nevoit să scrie un scenariu suficient de diferit de roman. Rossellini și coautorul său, Vitaliano Brancati, s-au inspirat, de asemenea, se pare, de un scenariu intitulat „New Vine” de Antonio Pietrangeli, care descria relația tensionată a unui cuplu englez care călătorea spre Napoli într-un automobil Jaguar. Povestea filmului despre Charles Lewington, poetul decedat care fusese îndrăgostit de Katherine Joyce, este considerată o aluzie la nuvela „Morții” de James Joyce.
Stilul regizoral al lui Rossellini era foarte neobișnuit. Actorii nu primeau replicile decât cu puțin timp înainte de filmările unei anumite scene, ceea ce le lăsa puține, sau deloc, șanse de a se pregăti sau de a repeta. Autobiografia lui George Sanders, Memoriile unui ticălos profesionist (1960), descrie în mod semnificativ metodele regizorale ale lui Rossellini și efectele acestora asupra actorilor și echipei de producție.

## Lansări cinematografice
Filmul a fost finalizat în 1953, dar a fost nevoie de 18 luni pentru a aranja distribuția filmului în Italia. A fost lansat în 1954 cu titlul Viaggio in Italia, cu o durată de 105 minute. Încasările și recepția criticilor au fost slabe. Filmul fusese dublat în italiană și acum este folosit ca exemplu de dificultăți „monstruoase” de dublare. În aprilie 1955, o versiune de 88 de minute a filmului, în limba engleză, a fost lansată în Franța sub titlul L'Amour est le plus fort. Filmul a stârnit puțin interes în SUA și Marea Britanie, în ciuda faptului că filmul fusese realizat în limba engleză cu actori renumiți în rolurile principale. O versiune americană, cu o durată de 80 de minute, a avut o lansare limitată în 1955 cu titlul Strangers. În Marea Britanie, o versiune tăiată (70 de minute) a fost lansată în 1958 sub titlul The Lonely Woman.

## Recepție și semnificație
Viaggio in Italia a avut un succes slab la box office și în general nu a primit recenzii favorabile din partea criticilor. A avut însă o influență profundă asupra cineaștilor New Wave care au lucrat în anii 1950 și 1960. Șase decenii mai târziu, criticul de film John Patterson a afirmat: „Criticii francezi de la Cahiers du Cinéma – precum Jean-Luc Godard, Jacques Rivette, François Truffaut și Claude Chabrol – l-au văzut cu toții ca pe momentul în care cinematografia poetică a crescut și a devenit incontestabil modernă. „Viaggio in Italia” este, așadar, o sursă a New Wave-ului francez. Un film zdruncinat de teme precum sterilitatea, pietrificarea, sarcina și eternitatea, își găsește ecoul în capodopere Nouvelle Vague bântuite de moarte, precum „ Le Boucher” de Chabrol și „La Chambre Verte” de Truffaut.” Cineastul Martin Scorsese vorbește despre film și despre impresiile sale despre acesta în propriul său film, Călătoria mea în Italia (1999).
Astăzi, Viaggio in Italia este, în general, considerat un film de referință. Criticul Geoff Andrew l-a numit „o piatră de temelie pe calea către cinematografia modernă” în îndepărtarea sa de neorealism, iar A.O. Scott remarcă „modul lui Rossellini de a dizolva narațiunea în atmosferă, de a localiza drama în viețile interioare nerostite ale personajelor sale”; deoarece Alex și Katherine nu sunt dezvoltați printr-o intrigă convențională, ci petrec perioade lungi de timp în plictiseală și depresie, filmul este frecvent citat ca o influență majoră asupra dramelor lui Michelangelo Antonioni și a operelor ulterioare despre starea de rău modernă. Filmul este clasat pe locul 41 în sondajul din 2012 al criticilor de film realizat de revista Sight & Sound, sub auspiciile British Film Institute. Este clasat pe locul 71 într-o agregare generală a mai multor sondaje privind „cele mai mari filme”. Pe Rotten Tomatoes, scorul mediu de la 26 de critici este de 8,6 din 10, cu un rating de aprobare de 96%. Pe Metacritic, pe baza unei medii a 4 recenzii din partea criticilor, filmul a primit un scor perfect de 100, ceea ce înseamnă „apreciere universală”.
Cineastul japonez Akira Kurosawa a menționat acest film ca fiind unul dintre cele 100 de filme preferate ale sale.

## Alte versiuni
Au existat mai multe lansări ale filmului Viaggio in Italia pentru video acasă. În 2013, Criterion Collection a lansat o versiune recent restaurată ca DVD pentru regiunea 1. Această versiune se bazează pe lucrările de restaurare de la Cineteca di Bologna și Cinecittà Luce, care au fost recenzate foarte favorabil de Glenn Erickson. O versiune DVD anterioară a fost lansată în 2003 ca DVD pentru regiunea 2 de către British Film Institute. A fost recenzat apoi de Gary Tooze. O versiune pe casetă VHS a fost lansată în 1992.